# Bălășești
Bălășești falu Romániában, Galați megyében, az azonos nevű község központja.
Tengerszint feletti magassága 142 méter. Lakosságának száma 2017-ben 2566 fő volt.[forrás?]

## Népessége
| 2011 | 1 148 |
| 2021 | 976   |